# Ветчинин, Виталий Георгиевич
Вита́лий Гео́ргиевич Ветчи́нин (1867 — 1925, Белград) — русский общественный и политический деятель, один из основателей Всероссийского национального союза, член Государственной думы от Орловской губернии. Последний Херсонский губернатор.

## Биография

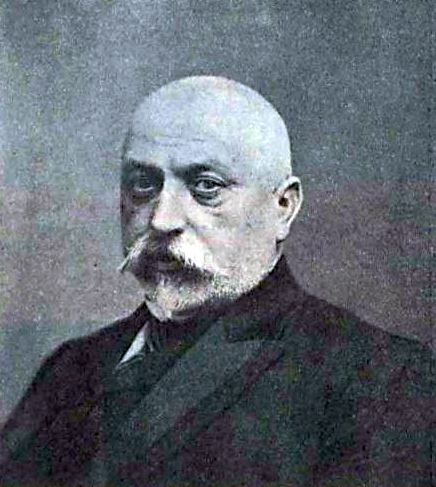
В. Г. Ветчинин

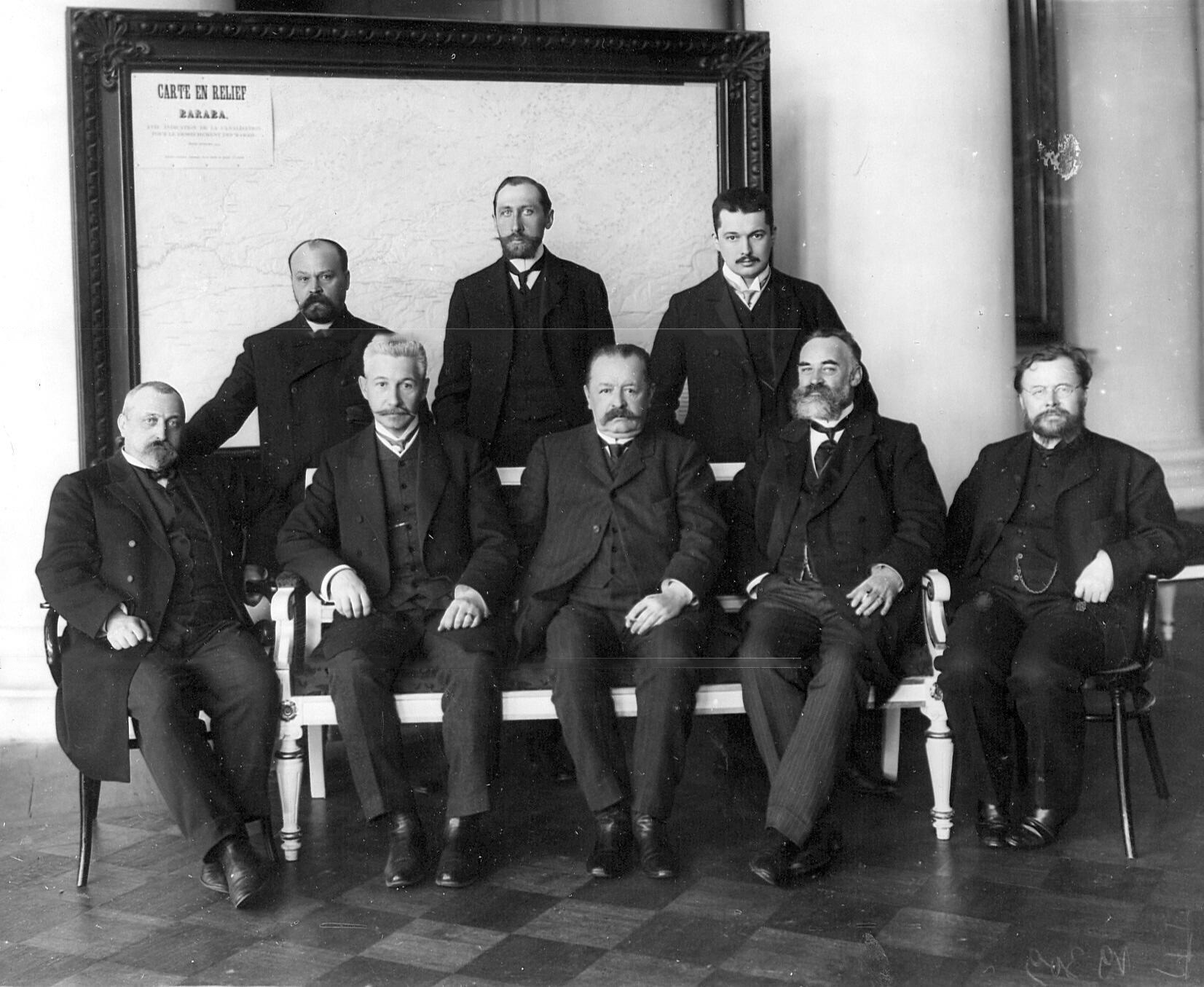
Члены III Государственной думы от Орловской губернии. В. Г. Ветчинин — крайний слева, сидит.

Православный. Из потомственных дворян. Землевладелец Елецкого уезда (620 десятин).
Окончил Елецкую гимназию и Демидовский юридический лицей со званием действительного студента (1893).
По окончании лицея служил земским начальником 3-го участка Елецкого уезда (1893—1900), членом Оренбургской межевой комиссии от МВД (1900—1904). В 1905—1906 годах состоял в продовольственной правительственной и губернской закупке хлеба для населения, пострадавшего от неурожая. Впоследствии состоял причисленным к МВД. Дослужился до чина действительного статского советника (1913), в 1914 году был удостоен придворного звания «в должности егермейстера».
Занимался общественной деятельностью: избирался гласным Елецкого уездного и Орловского губернского земских собраний, гласным Елецкой городской думы. С 1904 года состоял младшим кандидатом на должность Елецкого уездного предводителя дворянства, а в 1905—1914 годах — предводителем дворянства. Состоял почётным попечителем Елецкой мужской гимназии, был избран потомственным почётным гражданином Ельца. Был членом «Союза 17 октября».
Выдвигал свою кандидатуру на выборах в I Думу, но не прошел. В феврале 1907 был избран членом II Государственной думы от Орловской губернии. Входил во фракцию октябристов и группу умеренных. Состоял членом комиссий: по исполнению государственной росписи доходов и расходов, о неприкосновенности личности.
В октябре 1907 был избран в члены III Государственной думы от съезда землевладельцев Орловской губернии. Входил в Национальную группу, с 3-й сессии — в русскую национальную фракцию. Был товарищем председателя фракции. Состоял членом комиссий: распорядительной, бюджетной, продовольственной, земельной, по Наказу, для рассмотрения штата канцелярии Думы, по исполнению государственной росписи доходов и расходов.
Был одним из основателей Всероссийского национального союза, входил в Совет ВНС. В 1912 году был одним из авторов предвыборной платформы партии. Совместно с С. Н. Алексеевым издавал консервативную газету «Голос Руси».
В 1912 году был вновь избран в Государственную думу. Был товарищем председателя фракции русских националистов и умеренно-правых (ФНУП), после её раскола в августе 1915 — входил в группу сторонников П. Н. Балашова. Состоял председателем комиссии по запросам, а также членом комиссий: по направлению законодательных предположений, распорядительной, бюджетной.
В годы Первой мировой войны участвовал в работе Красного Креста, выезжал на фронт уполномоченным РОКК. В марте 1916 был назначен Херсонским губернатором, в связи с чем сложил полномочия члена ГД.
В 1920 году, после поражения Белых армий, эвакуировался из Крыма в Болгарию.
В эмиграции в Югославии, жил в Белграде. Был одним из лидеров умеренно-правой группы в монархическом движении, в 1922 году участвовал в Русском монархическом съезде в Берлине.
Умер в 1925 году в Белграде. Похоронен на Новом кладбище. Был женат дважды. Имел двоих детей от первого брака и дочь от второго.

## Награды
- Орден Святого Станислава 3-й ст.
- Орден Святой Анны 3-й ст. (1901)
- Орден Святого Владимира 4-й ст. (1905)
- Высочайшая благодарность (1914)

- медаль «В память царствования императора Александра III»
- медаль «За труды по первой всеобщей переписи населения»
- медаль «В память 300-летия царствования дома Романовых»